# Fairfax (Virginia)
Fairfax (oficialmente como City of Fairfax), fundada en 1805, es una de las 39 ciudades independientes del estado estadounidense de Virginia. En el año 2007, la ciudad tenía una población de 23 349 habitantes y una densidad poblacional de 1315 personas por km². A pesar de no formar parte del condado de Fairfax es su sede de condado. Se encuentra a poca distancia al oeste de Washington D. C., la capital del país.

## Historia
La ciudad recibe su nombre de Thomas Fairfax, sexto Lord Fairfax de Cameron, que fue galardonado cinco millones de acres (20.000 km ²) de terrenos situados en el norte de Virginia por el rey Carlos. La zona que la ciudad de Fairfax abarca ahora se estableció al comienzo del siglo XVIII por los agricultores de la región de Tidewater de Virginia.
La ciudad fue fundada como la Ciudad de Providence por un acto de la legislatura estatal en 1805. Su nombre se cambió oficialmente a la Ciudad de Fairfax en 1874 y se convirtió en una ciudad independiente en 1961 (sobre la cual adquirió su nombre actual, la Ciudad de Fairfax).
En 1904, una línea de tranvía fue construida conectando Fairfax con Washington D. C.

## Geografía
Según la Oficina del Censo, la ciudad tiene un área total de 18,1 km² (7 mi²), de la cual 17,8 km² (6,9 mi²) es tierra y 0,1 km² (0 mi²) (0.2%) es agua.
| Parámetros climáticos promedio de Fairfax, VA   | Parámetros climáticos promedio de Fairfax, VA | Parámetros climáticos promedio de Fairfax, VA | Parámetros climáticos promedio de Fairfax, VA | Parámetros climáticos promedio de Fairfax, VA | Parámetros climáticos promedio de Fairfax, VA | Parámetros climáticos promedio de Fairfax, VA | Parámetros climáticos promedio de Fairfax, VA | Parámetros climáticos promedio de Fairfax, VA | Parámetros climáticos promedio de Fairfax, VA | Parámetros climáticos promedio de Fairfax, VA | Parámetros climáticos promedio de Fairfax, VA | Parámetros climáticos promedio de Fairfax, VA | Parámetros climáticos promedio de Fairfax, VA |
| Mes                                             | Ene.                                          | Feb.                                          | Mar.                                          | Abr.                                          | May.                                          | Jun.                                          | Jul.                                          | Ago.                                          | Sep.                                          | Oct.                                          | Nov.                                          | Dic.                                          | Anual                                         |
| ----------------------------------------------- | --------------------------------------------- | --------------------------------------------- | --------------------------------------------- | --------------------------------------------- | --------------------------------------------- | --------------------------------------------- | --------------------------------------------- | --------------------------------------------- | --------------------------------------------- | --------------------------------------------- | --------------------------------------------- | --------------------------------------------- | --------------------------------------------- |
| Temp. máx. media (°C)                           | 5                                             | 7.8                                           | 12.8                                          | 18.9                                          | 23.9                                          | 28.3                                          | 30.6                                          | 30                                            | 26.1                                          | 20                                            | 13.9                                          | 7.8                                           | 18.8                                          |
| Temp. mín. media (°C)                           | -5.6                                          | -4.4                                          | 0                                             | 4.4                                           | 10                                            | 15                                            | 17.8                                          | 17.2                                          | 13.3                                          | 5.6                                           | 1.1                                           | -3.3                                          | 5.9                                           |
| Precipitación total (mm)                        | 77.5                                          | 70.4                                          | 90.2                                          | 81.8                                          | 107.2                                         | 103.4                                         | 90.7                                          | 96                                            | 97                                            | 85.6                                          | 84.1                                          | 78                                            | 1061.7                                        |
| Fuente: The Weather Channel 16 de abril de 2010 |                                               |                                               |                                               |                                               |                                               |                                               |                                               |                                               |                                               |                                               |                                               |                                               |                                               |

## Demografía
Según el censo de 2000, había 21,498 personas, 8,035 hogares y 5,407 familias residiendo en la localidad. La densidad de población era de 1,315.4 hab./km². Había 8,204 viviendas con una densidad media de 502.0 viviendas/km². El 72.91% de los habitantes eran blancos, el 5.07% afroamericanos, el 0.34% amerindios, el 12.17% asiáticos, el 0.07% isleños del Pacífico, el 6.17% de otras razas y el 3.26% pertenecía a dos o más razas. El 13.64% de la población eran hispanos o latinos de cualquier raza.
Los ingresos medios por hogar en la localidad eran de $93,441, y los ingresos medios por familia eran $105,046. Los hombres tenían unos ingresos medios de $50,348 frente a los $38,351 para las mujeres. La renta per cápita para el condado era de $31,247. Alrededor del 5.7% de la población estaban por debajo del umbral de pobreza.

## Sistema escolar
Las escuelas públicas en la ciudad de Fairfax son la propiedad de la ciudad. Son dirigidas por el sistema de las Escuelas Públicas del Condado de Fairfax por el acuerdo de contrato del condado de Fairfax. El informe del U.S. News and World clasifica las escuelas del condado de Fairfax entre las mejores de los Estados Unidos.

## Eventos anuales
- Festival de amantes del chocolate
- Festival irlandés: En septiembre se lleva a cabo el festival irlandés y céltico con música, discos y bailes.
- Festival del libro en otoño: La ciudad de Fairfax tiene un nuevo edificio para la biblioteca regional que ha sido terminado en 2008. Cada otoño, el festival del libro con características de lecturas, discusiones, conferencias y exhibiciones con reconocimiento nacional de escritores y profesionales. El programa de lectura se lleva a cabo en las escuelas de la zona, llamado "Todos en Fairfax Leen"
- Festival de luces y villancicos: En diciembre el departamento de parques, lleva a cabo un festival de luces y villancicos. Las actividades incluyen fotografías con Papá Noel, villancicos, se enciende un árbol gigante, sidra caliente de manzana, iluminación del centro histórico de la ciudad y se enciende el árbol de la ciudad.